# 仁寿県
仁寿県（じんじゅ-けん）は中華人民共和国四川省眉山市に位置する県。598年（開皇18年）、隋の文帝の時代に普寧県が仁寿県と改名されたのが、現県名の始まりである。「仁寿」とは、「仁愛長寿」を意味し、吉祥の意がこめられている。

## 行政区画
- 街道:文林街道、普寧街道、懐仁街道、視高街道
- 鎮:文宮鎮、禾加鎮、竜馬鎮、方家鎮、大化鎮、高家鎮、禄加鎮、宝飛鎮、彰加鎮、慈航鎮、汪洋鎮、鍾祥鎮、始建鎮、満井鎮、富加鎮、竜正鎮、黒竜灘鎮、北斗鎮、宝馬鎮、珠嘉鎮、曹家鎮、謝安鎮、新店鎮、藕塘鎮、板橋鎮、貴平鎮
- 郷:虞丞郷、青崗郷

## 交通
道路
高速道路
- 広洪高速道路（中国語版）
- 成都第三環状高速公路（ 成都経済区環状高速道路（中国語版）を兼ねている）

国道
- G213国道

## 健康・医療・衛生
- 仁寿県人民医院